# Giampaolo Cheula
Giampaolo Cheula (Premosello-Chiovenda, 23 maggio 1979) è un dirigente sportivo, ex ciclista su strada e mountain biker italiano, professionista su strada dal 2001 al 2011.

## Carriera
Il suo esordio nel ciclismo avviene all'età di sei anni. Seguendo le orme del fratello Raffaele, anche lui buon dilettante, difende per numerosi anni i colori del Pedale Ossolano, e poi, tra i dilettanti, quelli della U.C. Bergamasca 1902. Gareggia poi da professionista dal 2001 al 2011 (spiccano cinque stagioni consecutive con il team Barloworld), cogliendo cinque successi. Nel 2012 è passato al mountain biking.
Dal 2013, ritiratosi dall'attività, è direttore sportivo alla Androni Giocattoli-Sidermec.

## Palmarès
- 2000 (dilettanti)

2ª tappa Flèche du Sud (Rumelange > Rumelange)
Classifica generale Flèche du Sud
- 2002 (Mapei, tre vittorie)

3ª tappa Bayern Rundfahrt (Bad Wörishofen > Gunzenhausen)
1ª tappa Circuit des Mines (Thionville > Herserange
Classifica generale Circuit des Mines
- 2006 (Barloworld, una vittoria)

Classifica generale Corsa della Pace
- 2008 (Barloworld, una vittoria)

Gran Premio Nobili Rubinetterie

## Piazzamenti

### Grandi Giri
- Giro d'Italia

2003: 62º
2009: 101º
2010: ritirato (15ª tappa)
2011: 97º
- Tour de France

2007: 111º
2008: 88º
- Vuelta a España

2003: 107º
2010: 86º

### Classiche monumento
- Milano-Sanremo

2006: 160º
2008: 140º
2009: 160º
- Liegi-Bastogne-Liegi

2003: ritirato
2004: ritirato
2006: 48º
2007: 42º
2008: 102º
2009: ritirato
- Giro di Lombardia

2003: ritirato
2004: ritirato
2007: ritirato
2008: ritirato